# Chen Yufei
Pour les articles homonymes, voir Chen.
Dans ce nom chinois, le nom de famille, Chen, précède le nom personnel.
Chen Yufei (en chinois simplifié : 陈雨菲), née le 1er mars 1998 à Hangzhou, est une joueuse de badminton chinoise. Elle est sacrée championne olympique en simple dames lors des Jeux de Tokyo

## Palmarès

### Jeux olympiques
Lors des Jeux olympiques d'été de 2020 à Tokyo, elle remporte la médaille d'or en simple dames en battant la taïwanaise Tai Tzu-ying.